# Jonas Rudman Bergenstråhle
Jonas Rudman, adlad och adopterad Bergenstråhle född 12 december 1689 på Brostorp, Vireda socken, död 11 juli 1761 på Åkerby herrgård i Gårdeby socken, Östergötlands län, var en svensk ämbetsman. 

## Biografi
Jonas Rudman var son till löjtnanten Israel Rudman (1659–1692) och Anna Flint (död 1700) som var dotter till överstelöjtnanten Lars Nilsson Flint. Han var från 1721 gift med Anna Märta Mühlenbruch (1706–1778) som var dotter till kommissarien vid kungliga tjärkompaniet Alexander Mühlenbruch (1675–1715). Paret fick sju barn varav sonen Rudman Bergenstråhle blev hovrättsråd.
Rudman blev student vid Lunds universitet 1708 och auskultant vid Göta hovrätt 1712. Han blev vice häradshövding 1715 och vice borgmästare i Karlshamns stad 1716 samt häradshövding i Blekinge läns lagsagas andra häradsdöme 1718. Han blev landssekreterare i Kristianstads län 1719 och häradshövding i Ingelstads, Herrestads, Järrestads och Ljunits häraders domsaga i Skåne 1732. Rudman blev häradshövding i Åkerbo, Bankekinds, Hanekinds, Memmings och Skärkinds häraders domsaga i Östergötland 1736 och adjungerad ledamot av Göta hovrätt 1738. Han erhöll avsked 1747 med hovrättsassessors titel och värdighet. Han bidrog frikostigt till Gårdeby kyrkas reparation.
Jonas Rudman adlades Bergenstråhle 1719 tillsammans med sin bror Lorentz Rudman och styvfar Gabriel Wetterberg (1665–1729) på hans adliga namn och nummer.